# Kim Ji-seok (goista)
Kim Ji-seok (김지석?; 13 giugno 1989) è un goista sudcoreano, 9-dan professionista.
Divenuto professionista nel 2004, ha raggiunto il grado di 9 dan il 22 aprile del 2013, a seguito della vittoria nella diciottesima edizione della GS Caltex Cup.

## Palmarès
| Nazionali              | Nazionali      | Nazionali            |
| Torneo                 | Vittorie       | Finalista            |
| ---------------------- | -------------- | -------------------- |
| Prices Information Cup | 1 (2009)       |                      |
| GS Caltex Cup          | 2 (2013, 2014) | 3 (2017, 2019, 2020) |
| Maxim Cup              | 1 (2021)       |                      |
| Ryongsang              | 1 (2018)       |                      |
| Olleh KT Cup           | 1 (2013)       |                      |
| Chunwon                |                | 1 (2009)             |
| Totale                 | 6              | 4                    |
| Internazionali         |                |                      |
| LG cup                 |                | 1 (2015)             |
| Samsung Fire Cup       | 1 (2014)       |                      |
| Asian TV Cup           | 1 (2018)       |                      |
| Totale                 | 2              | 1                    |
| Totale in carriera     |                |                      |
| Totale                 | 8              | 5                    |